# Halušky

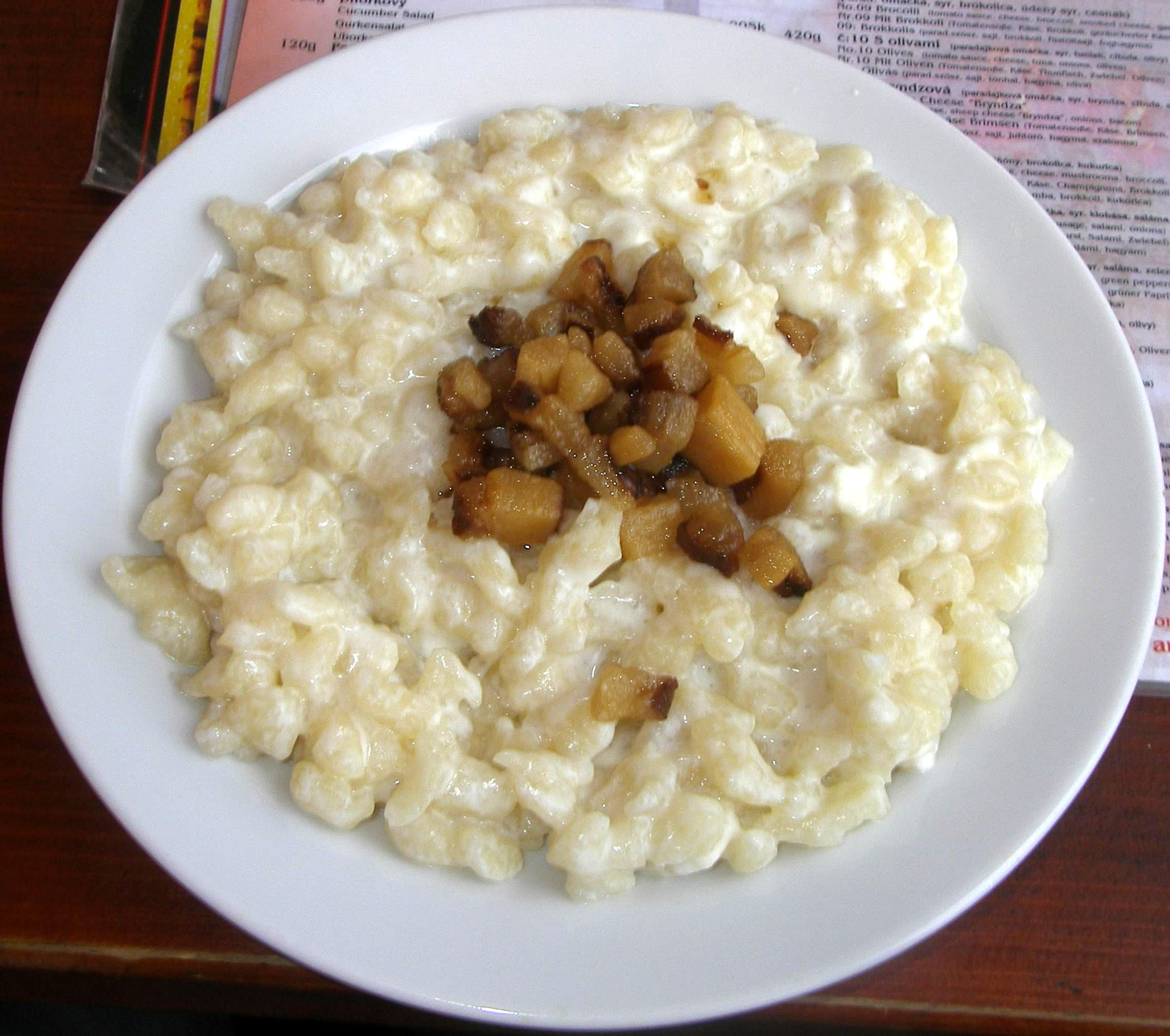
halušky jsou slovenský národní pokrm

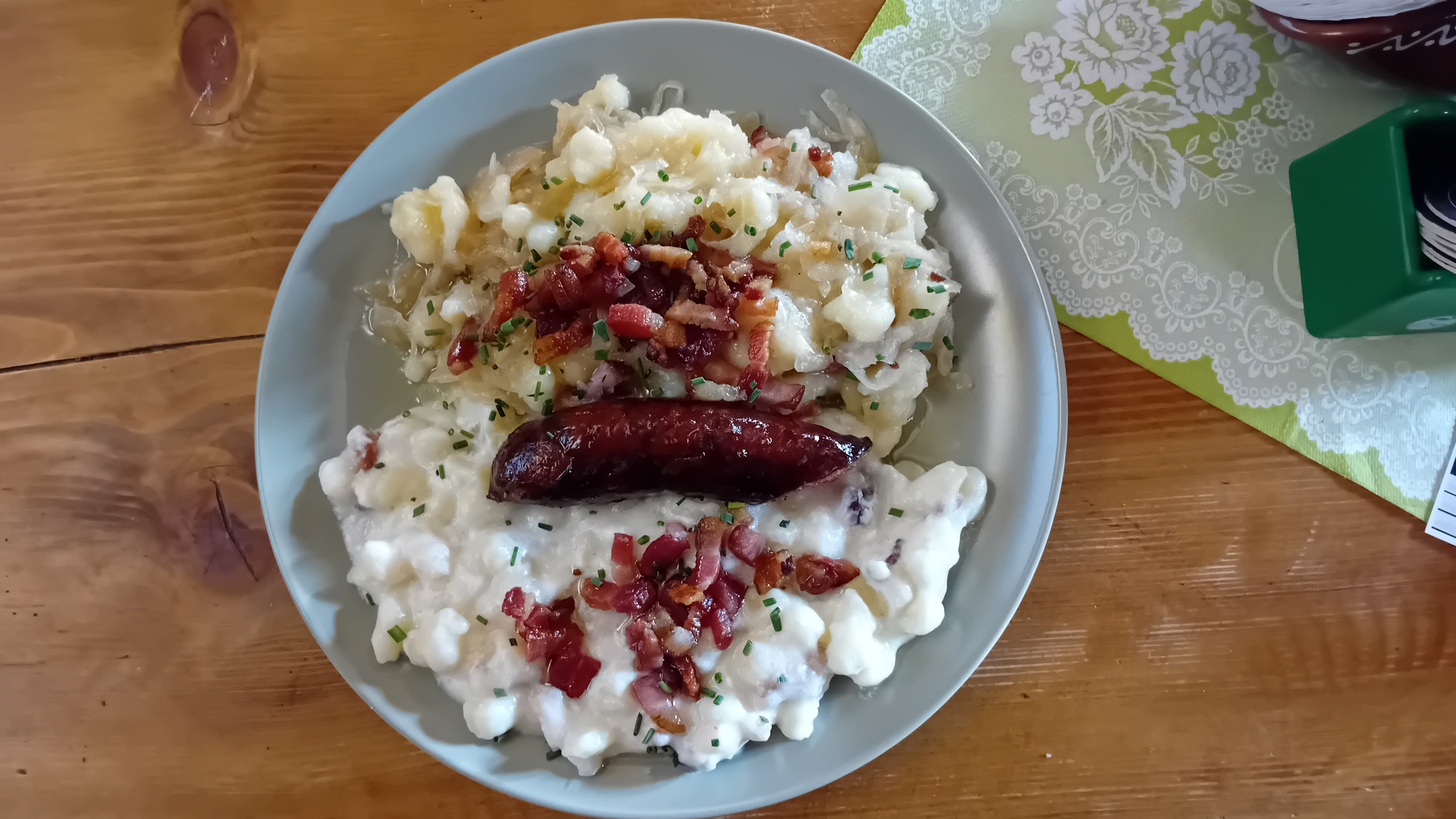
Gazdovské halušky

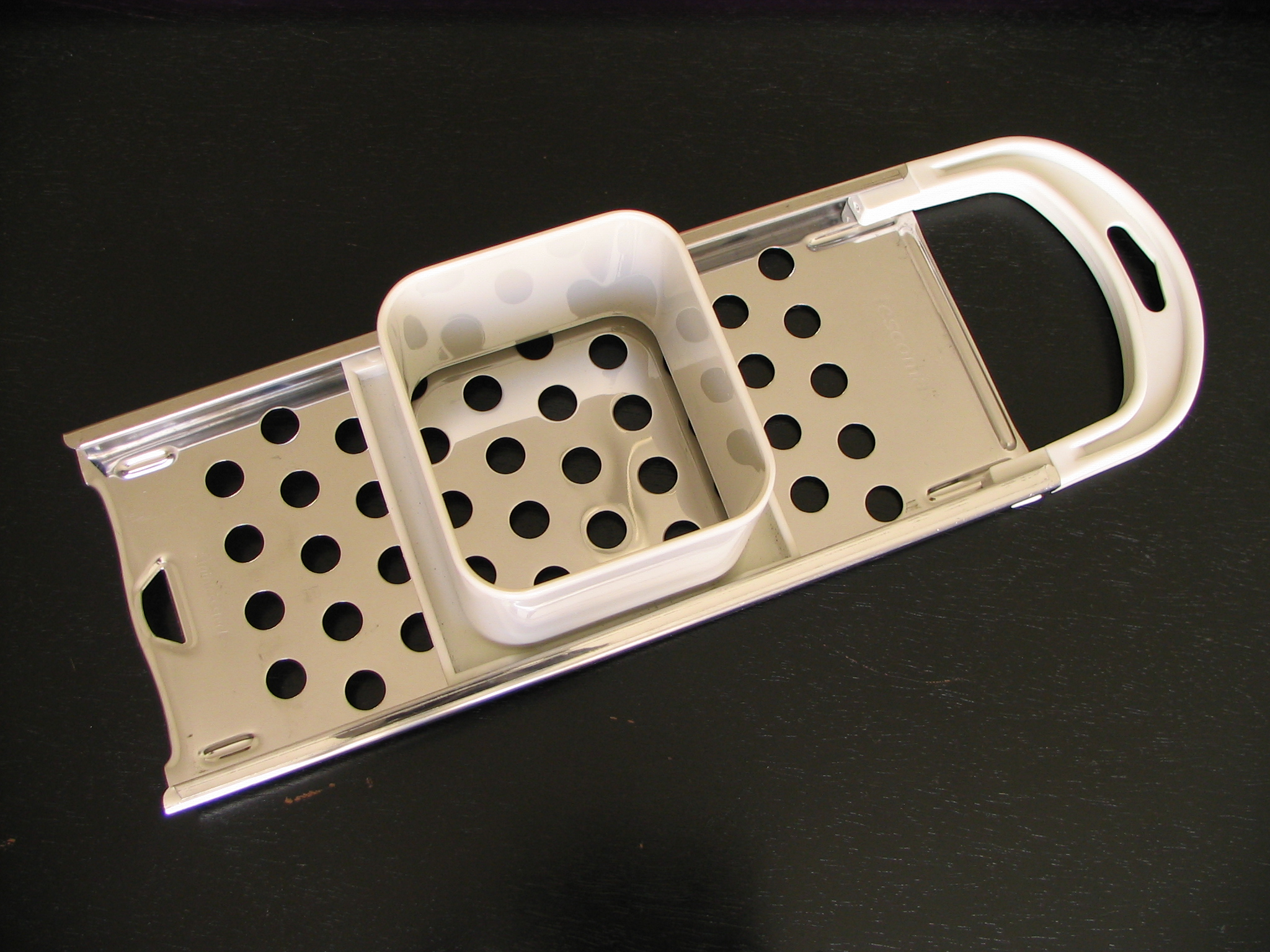
Síto – struhadlo na halušky

Halušky jsou noky z těsta. Jsou jedním z nejznámějších pokrmů Slovenska. Tvoří součást slovenské, specificky liptovské, oravské a okolní kultury. Jde o slovenské národní jídlo, které je velmi jednoduché na suroviny i čas.
Hlavními surovinami při vaření jsou mouka a vejce. Při přidání brambor (strapačky) je syrové brambory třeba utřít (ne nastrouhat jako sýr), což bývá při ruční přípravě časově nejnáročnější část přípravy. Po vymačkání vody z utřených brambor se nechá voda sedimentovat, slije se a zbylý škrob na dně se vrátí zpět do brambor jako pojivo. Proto není podle původního receptu nutné přidávat vejce.[zdroj?] Brambory se osolí a spolu s moukou se vyhněte polotuhé těsto. Těsto se rozdělí (obvykle speciálním sítem) na malé nočky, které se zhruba 10 minut vaří v osolené vodě. Poté se zcedí (případně vyberou z hrnce děravou naběračkou) a smísí s přílohou.
Existuje mnoho receptur, jak halušky na závěr dochutit. Existují halušky vždy podávané s bryndzou (sýrem), někdo dělá i halušky s mákem a dokonce i halušky s povidly. Halušky z bramborového těsta s kyselým zelím a smaženou slaninou se označují jako strapačky.
Nejznámější jsou ale brynzové halušky.[zdroj?] Do nich se přidává brynza, halušky se navíc posypou slaninou a případně pažitkou. Podává se se sklenicí kyselého mléka.[zdroj?]
Brynzové halušky nabízí mnoho slovenských restaurací. Z dob společného státu přetrvává jejich popularita i v Česku, kde jsou na jídelním lístku řady pohostinství.
Na severovýchodě Čech, předně v oblasti Krkonoš, se pojmem „halušky“ občas označují bramboráky, tzv. sejkory.